# The Last Domino? Tour
Die The Last Domino? Tour war eine Reunion-Tournee der britischen Progressive-Rock-Band Genesis. Sie markierte die zweite Wiedervereinigung der Gruppe in der erfolgreichen Dreierbesetzung Tony Banks, Phil Collins und Mike Rutherford, nachdem sie zuletzt 2007 auf ihrer Turn It On Again Tour gemeinsam Konzerte gegeben hatten.
Namensgeber der Tour war der Song Domino aus ihrem Album Invisible Touch.

## Hintergrund
Im Oktober 2007 beendeten Genesis in der Triobesetzung Tony Banks, Phil Collins und Mike Rutherford die Turn It On Again Tour, woraufhin die Gruppe eine 13-jährige Pause einlegte. Während dieser Zeit kamen die drei im Jahr 2014 für die Arbeiten an der Band-Dokumentation Genesis: Together and Apart wieder mit den ehemaligen Genesis-Mitgliedern Peter Gabriel und Steve Hackett zusammen. Zwischen 2011 und 2015 äußerten die fünf gemischte Meinungen über eine Wiedervereinigung der fünfköpfigen Besetzung der Band. Eine Rückkehr zur Gruppenaktivität wurde erstmals 2016 möglich, als Collins seinen fünfjährigen Rückzug aus dem Musikgeschäft beendete und zwischen 2017 und 2019 mit seiner Not Dead Yet Tour weltweit Konzerte gab. Banks und Rutherford besuchten 2017 eine der Shows in London und bekundeten anschließend Interesse an einer erneuten Genesis-Tournee mit Collins als Sänger.
Am 22. Januar 2020 wurden Banks, Collins und Rutherford gemeinsam bei einem Basketballspiel in New York City gesichtet, was Spekulationen über eine mögliche Genesis-Reunion auslöste.
Schließlich kündigte die Band am 4. März 2020 in einem Interview mit BBC Radio 2 ihre Tournee an und gab an, dass sie zunächst zehn Termine in Irland und im Vereinigten Königreich zwischen dem 16. November und dem 11. Dezember 2020 umfassen werde. Jedoch mussten die Konzerte in Großbritannien aufgrund der weltweiten COVID-19-Pandemie mehrfach verschoben werden, die Shows in Irland wurden schließlich ersatzlos gestrichen. Am 29. April 2021 gab die Band eine Nordamerika-Tour mit 14 Terminen in den USA und Kanada zwischen dem 15. November und 15. Dezember bekannt.
Die Tour startete schließlich am 20. September 2021 in Birmingham und endete am 26. März 2022 in London. Sie umfasste insgesamt 47 Konzerte in Europa und Nordamerika.
Musikalische Unterstützung erhielt das Trio bei den Shows von ihrem langjährigen Live-Gitarristen Daryl Stuermer, der die Band mit Unterbrechungen seit 1978 begleitete, sowie von Phil Collins’ Sohn Nic Collins am Schlagzeug, der bereits zwischen 2017 und 2019 für seinen Vater auf dessen Not Dead Yet Tour als Drummer spielte. Mit Daniel Pearce und Patrick Smyth waren erstmals auch Backgroundsänger bei Genesis-Konzerten anwesend, die Collins aufgrund seiner mit den Jahren tiefer und schwächer gewordenen Gesangsstimme unterstützten. Wie bereits auf seiner Not Dead Yet Tour musste Collins aus gesundheitlichen Gründen auf sein Schlagzeugspiel verzichten und die Konzerte im Sitzen absolvieren.
Das Abschlusskonzert der Tour fand am 26. März 2022 in London statt und markierte zufälligerweise den 46. Jahrestag des ersten Genesis-Konzerts mit Phil Collins als Leadsänger, das am 26. März 1976 in London (Ontario) stattfand. Im Publikum sowie im Backstage-Bereich waren Peter Gabriel und Richard Macphail (Genesis’ Tourmanager zwischen 1967 und 1973) anwesend. Bei dieser Show verkündete Collins das endgültige Ende aller Live-Aktivitäten der Band.

## Setlist
Wie schon auf ihrer ersten Reunion-Tour im Jahr 2007 spielten Genesis eine Setlist, die einen musikalischen Querschnitt aus fast allen Alben von Selling England by the Pound (1973) bis We Can’t Dance (1991) beinhaltete. Lediglich A Trick of the Tail wurde erstmals seit seinem Erscheinen im Jahr 1976 mit keinem Titel berücksichtigt. Abgesehen von den beiden Shows in Chicago, bei denen Misunderstanding anstatt Duchess gespielt wurde, blieb die Setlist während der gesamten Tour unverändert.

### Setlist
- Duke’s Intro (Behind the Lines/Duke’s End)
- Turn It On Again
- Mama
- Land of Confusion
- Home by the Sea/Second Home by the Sea
- Medley (Fading Lights/The Cinema Show/...In That Quiet Earth)
- Afterglow
- That’s All
- The Lamb Lies Down on Broadway
- Follow You Follow Me
- Duchess (am 15. und 16. November 2021 Misunderstanding)
- No Son of Mine
- Firth of Fifth (instrumental section)
- I Know What I Like (In Your Wardrobe)
- Domino
- Throwing It All Away
- Tonight, Tonight, Tonight
- Invisible Touch

Zugaben:
- I Can’t Dance
- Dancing with the Moonlit Knight (intro)
- The Carpet Crawlers

## Tourdaten
| Nr.                 | Datum              | Stadt               | Land               | Veranstaltungsort          | Anmerkungen                   |
| Leg 1 – Europa      | Leg 1 – Europa     | Leg 1 – Europa      | Leg 1 – Europa     | Leg 1 – Europa             | Leg 1 – Europa                |
| ------------------- | ------------------ | ------------------- | ------------------ | -------------------------- | ----------------------------- |
| xx                  | 15. September 2021 | Dublin              | Irland             | 3Arena                     |                               |
| xx                  | 16. September 2021 | Dublin              | Irland             | 3Arena                     |                               |
| xx                  | 18. September 2021 | Belfast             | Nordirland         | The SSE Arena              |                               |
| 1                   | 20. September 2021 | Birmingham          | England            | Utilita Arena              |                               |
| 2                   | 21. September 2021 | Birmingham          | England            | Utilita Arena              |                               |
| 3                   | 22. September 2021 | Birmingham          | England            | Utilita Arena              |                               |
| 4                   | 24. September 2021 | Manchester          | England            | AO Arena                   |                               |
| 5                   | 25. September 2021 | Manchester          | England            | AO Arena                   |                               |
| 6                   | 27. September 2021 | Leeds               | England            | First Direct Arena         |                               |
| 7                   | 28. September 2021 | Leeds               | England            | First Direct Arena         |                               |
| 8                   | 30. September 2021 | Newcastle upon Tyne | England            | Utilita Arena              |                               |
| 9                   | 1. Oktober 2021    | Newcastle upon Tyne | England            | Utilita Arena              |                               |
| 10                  | 3. Oktober 2021    | Liverpool           | England            | M&S Bank Arena             |                               |
| 11                  | 4. Oktober 2021    | Liverpool           | England            | M&S Bank Arena             |                               |
| 12                  | 7. Oktober 2021    | Glasgow             | Schottland         | The SSE Hydro              |                               |
| xx                  | 8. Oktober 2021    | Glasgow             | Schottland         | The SSE Hydro              |                               |
| xx                  | 11. Oktober 2021   | London              | England            | The O2 Arena               | verlegt auf den 24. März 2022 |
| xx                  | 12. Oktober 2021   | London              | England            | The O2 Arena               | verlegt auf den 25. März 2022 |
| xx                  | 13. Oktober 2021   | London              | England            | The O2 Arena               | verlegt auf den 26. März 2022 |
| Leg 2 – Nordamerika |                    |                     |                    |                            |                               |
| 13                  | 15. November 2021  | Chicago             | Vereinigte Staaten | United Center              |                               |
| 14                  | 16. November 2021  | Chicago             | Vereinigte Staaten | United Center              |                               |
| 15                  | 18. November 2021  | Washington, D.C.    | Vereinigte Staaten | Capital One Arena          |                               |
| 16                  | 19. November 2021  | Raleigh             | Vereinigte Staaten | PNC Arena                  |                               |
| 17                  | 20. November 2021  | Charlotte           | Vereinigte Staaten | Spectrum Center            |                               |
| 18                  | 22. November 2021  | Montréal            | Kanada             | Centre Bell                |                               |
| 19                  | 23. November 2021  | Montréal            | Kanada             | Centre Bell                |                               |
| 20                  | 25. November 2021  | Toronto             | Kanada             | Scotiabank Arena           |                               |
| 21                  | 26. November 2021  | Toronto             | Kanada             | Scotiabank Arena           |                               |
| 22                  | 27. November 2021  | Buffalo             | Vereinigte Staaten | KeyBank Center             |                               |
| 23                  | 29. November 2021  | Detroit             | Vereinigte Staaten | Little Caesars Arena       |                               |
| 24                  | 30. November 2021  | Cleveland           | Vereinigte Staaten | Rocket Mortgage FieldHouse |                               |
| 25                  | 2. Dezember 2021   | Philadelphia        | Vereinigte Staaten | Wells Fargo Center         |                               |
| 26                  | 3. Dezember 2021   | Philadelphia        | Vereinigte Staaten | Wells Fargo Center         |                               |
| 27                  | 5. Dezember 2021   | New York City       | Vereinigte Staaten | Madison Square Garden      |                               |
| 28                  | 6. Dezember 2021   | New York City       | Vereinigte Staaten | Madison Square Garden      |                               |
| 29                  | 8. Dezember 2021   | Columbus            | Vereinigte Staaten | Nationwide Arena           |                               |
| 30                  | 10. Dezember 2021  | Elmont              | Vereinigte Staaten | UBS Arena                  |                               |
| xx                  | 11. Dezember 2021  | New York City       | Vereinigte Staaten | Barclays Center Brooklyn   |                               |
| 31                  | 13. Dezember 2021  | Pittsburgh          | Vereinigte Staaten | PPG Paints Arena           |                               |
| 32                  | 15. Dezember 2021  | Boston              | Vereinigte Staaten | TD Garden                  |                               |
| 33                  | 16. Dezember 2021  | Boston              | Vereinigte Staaten | TD Garden                  |                               |
| Leg 3 – Europa      |                    |                     |                    |                            |                               |
| 34                  | 7. März 2022       | Berlin              | Deutschland        | Mercedes-Benz Arena        |                               |
| 35                  | 8. März 2022       | Berlin              | Deutschland        | Mercedes-Benz Arena        |                               |
| 36                  | 10. März 2022      | Hannover            | Deutschland        | ZAG-Arena                  |                               |
| 37                  | 11. März 2022      | Hannover            | Deutschland        | ZAG-Arena                  |                               |
| 38                  | 13. März 2022      | Köln                | Deutschland        | Lanxess Arena              |                               |
| 39                  | 14. März 2022      | Köln                | Deutschland        | Lanxess Arena              |                               |
| 40                  | 16. März 2022      | Paris               | Frankreich         | La Défense Arena           |                               |
| 41                  | 17. März 2022      | Paris               | Frankreich         | La Défense Arena           |                               |
| 42                  | 19. März 2022      | Köln                | Deutschland        | Lanxess Arena              |                               |
| 43                  | 21. März 2022      | Amsterdam           | Niederlande        | Ziggo Dome                 |                               |
| 44                  | 22. März 2022      | Amsterdam           | Niederlande        | Ziggo Dome                 |                               |
| 45                  | 24. März 2022      | London              | England            | The O2 Arena               |                               |
| 46                  | 25. März 2022      | London              | England            | The O2 Arena               |                               |
| 47                  | 26. März 2022      | London              | England            | The O2 Arena               |                               |

## Band
- Tony Banks: Keyboards, Hintergrundgesang
- Phil Collins: Gesang
- Mike Rutherford: Bass, Gitarre, Hintergrundgesang
- Daryl Stuermer: Gitarre
- Nic Collins: Schlagzeug, Percussion
- Daniel Pearce: Hintergrundgesang
- Patrick Smyth: Hintergrundgesang